# Tour de Thuringe féminin 2018
La 31e édition du Tour de Thuringe féminin (Lotto Thuringe Ladies Tour), a lieu du 28 au 3 juin 2018. La course fait partie du calendrier UCI féminin en catégorie 2.1.
La première étape est remportée au sprint par Coryn Rivera. Le lendemain, c'est Elena Cecchini qui se montre la plus rapide. Coryn Rivera prend l'ascendant sur la troisième étape avant que Lisa Brennauer gagne la quatrième étape, toujours au sprint, même si les étapes sont mouvementées. Lors de l'étape autour de l'Hanka-Berg, Coryn Rivera, alors maillot jaune, attaque en début d'étape et n'est reprise qu'au pied de la dernière montée. Rozanne Slik s'impose et Lisa Brennauer devient la nouvelle leader du classement général. La sixième étape voit de nombreuses échappées, celle victorieuse est l'objet d'Alice Barnes qui part à six kilomètres de la ligne. Le contre-la-montre final s'annonce décisif avec seulement sept secondes au départ entre les deux anciennes championnes du monde de la discipline Lisa Brennauer et Ellen van Dijk. Cette dernière remporte l'étape mais de seulement deux secondes ce qui permet à l'Allemande de conserver le maillot jaune. Le podium est complété par Lucinda Brand. La formation Sunweb occupe donc les places de deux à quatre du classement général et est logiquement la même équipe. Coryn Rivera est la meilleure sprinteuse, Kathrin Hammes la meilleure grimpeuse, Liane Lippert la meilleure jeune et Lisa Brennauer la meilleure Allemande.

## Présentation

### Parcours
Cette édition se déroule en sept étapes. Toutes sont vallonnées : la première a un dénivelé positif total de 840 m, la seconde de 1 760 m, la troisième de 1 680 m, la quatrième de 1 080 m, la cinquième de 1 240 m et la sixième de 1 470 m. Le contre-la-montre est en 2018 placé en fin de parcours. Il compte 200 m de dénivelé. Le mur de Meerane est présent sur la quatrième étape. L'Hanka-Berg est la principale difficulté de la cinquième étape. La sixième monte par l'Inselsberg, l'Heuberg ainsi que deux passages sur le Teutleben.

### Équipes
| Équipes féminines professionnelles (8)- BTC City Ljubljana - Canyon-SRAM Racing - FDJ-Nouvelle Aquitaine-Futuroscope - Movistar Team - Sunweb - Trek-Drops - Wiggle High5 - WNT-Rotor Pro Cycling Équipes nationales (6)- Allemagne - Kazakhstan - Norvège - Pays-Bas - Pologne - Russie Équipe féminines amateur (5)- Mat Atom Deweloper - Maxx-Solar - NWVG - Remax - Swaboladies.nl |
| |

## Étapes
| Étape     | Date   | Villes étapes               | type                        | Distance (km) | Vainqueur d'étape | Leader du classement général |
| --------- | ------ | --------------------------- | --------------------------- | ------------- | ----------------- | ---------------------------- |
| 1re étape | 28 mai | Schleusingen – Schleusingen | étape vallonnée             | 82,5          | Coryn Rivera      | Coryn Rivera                 |
| 2e étape  | 29 mai | Meiningen – Meiningen       | étape vallonnée             | 136           | Elena Cecchini    | Coryn Rivera                 |
| 3e étape  | 30 mai | Schleiz – Schleiz           | étape vallonnée             | 131           | Coryn Rivera      | Coryn Rivera                 |
| 4e étape  | 31 mai | Gera – Gera                 | étape vallonnée             | 118           | Lisa Brennauer    | Coryn Rivera                 |
| 5e étape  | 1 juin | Dörtendorf – Dörtendorf     | étape vallonnée             | 105,6         | Rozanne Slik      | Lisa Brennauer               |
| 6e étape  | 2 juin | Gotha – Gotha               | étape vallonnée             | 142           | Alice Barnes      | Lisa Brennauer               |
| 7e étape  | 3 juin | Schmölln – Schmölln         | contre-la-montre individuel | 18,7          | Ellen van Dijk    | Lisa Brennauer               |

## Favorites
La vainqueur sortante, Lisa Brennauer, est favorite à sa succession. Les autres favorites sont : Ellen van Dijk, Elena Cecchini et Eugenia Bujak.

## Déroulement de la course

### 1reétape
Ellen van Dijk remporte les différents sprints intermédiaires. L'étape se conclut au sprint. Roxane Fournier semble partie pour s'imposer, mais Coryn Rivera la remonte dans les derniers mètres,.
| \| Classement de l'étape \| Classement de l'étape \| Classement de l'étape \| Classement de l'étape \| Classement de l'étape \| \| Coureuse \| Coureuse \| Pays \| Équipe \| Temps \| \| --------------------- \| --------------------- \| --------------------- \| ---------------------------------- \| --------------------- \| \| 1re \| Coryn Rivera \| États-Unis \| Sunweb \| 2 h 09 min 24 s \| \| 2e \| Roxane Fournier \| France \| FDJ-Nouvelle Aquitaine-Futuroscope \| + 0 s \| \| 3e \| Lisa Brennauer \| Allemagne \| Wiggle High5 \| + 2 s \| \| 4e \| Elena Cecchini \| Italie \| Canyon-SRAM Racing \| + 2 s \| \| 5e \| Eva Buurman \| Pays-Bas \| Trek-Drops \| + 2 s \| \| 6e \| Alicia González \| Espagne \| Movistar Team \| + 5 s \| \| 7e \| Eugenia Bujak \| Slovénie \| BTC City Ljubljana \| + 5 s \| \| 8e \| Małgorzata Jasińska \| Pologne \| Movistar Team \| + 5 s \| \| 9e \| Tayler Wiles \| États-Unis \| Trek-Drops \| + 5 s \| \| 10e \| Alba Teruel \| Espagne \| Movistar Team \| + 5 s \| |                     |            |                                    |                 |
| |                     |            |                                    |                 |
| Source : ProCyclingStats |                     |            |                                    |                 |
| Classement de l'étape |                     |            |                                    |                 |
| Coureuse | Coureuse            | Pays       | Équipe                             | Temps           |
| 1re | Coryn Rivera        | États-Unis | Sunweb                             | 2 h 09 min 24 s |
| 2e | Roxane Fournier     | France     | FDJ-Nouvelle Aquitaine-Futuroscope | + 0 s           |
| 3e | Lisa Brennauer      | Allemagne  | Wiggle High5                       | + 2 s           |
| 4e | Elena Cecchini      | Italie     | Canyon-SRAM Racing                 | + 2 s           |
| 5e | Eva Buurman         | Pays-Bas   | Trek-Drops                         | + 2 s           |
| 6e | Alicia González     | Espagne    | Movistar Team                      | + 5 s           |
| 7e | Eugenia Bujak       | Slovénie   | BTC City Ljubljana                 | + 5 s           |
| 8e | Małgorzata Jasińska | Pologne    | Movistar Team                      | + 5 s           |
| 9e | Tayler Wiles        | États-Unis | Trek-Drops                         | + 5 s           |
| 10e | Alba Teruel         | Espagne    | Movistar Team                      | + 5 s           |

| \| Classement général \| Classement général \| Classement général \| Classement général \| Classement général \| \| Coureuse \| Coureuse \| Pays \| Équipe \| Temps \| \| ------------------ \| ------------------- \| ------------------ \| ---------------------------------- \| ------------------ \| \| 1re \| Coryn Rivera \| États-Unis \| Sunweb \| 2 h 09 min 13 s \| \| 2e \| Roxane Fournier \| France \| FDJ-Nouvelle Aquitaine-Futuroscope \| + 5 s \| \| 3e \| Ellen van Dijk \| Pays-Bas \| Sunweb \| + 7 s \| \| 4e \| Lisa Brennauer \| Allemagne \| Wiggle High5 \| + 9 s \| \| 5e \| Floortje Mackaij \| Pays-Bas \| Sunweb \| + 12 s \| \| 6e \| Elena Cecchini \| Italie \| Canyon-SRAM Racing \| + 13 s \| \| 7e \| Eva Buurman \| Pays-Bas \| Trek-Drops \| + 13 s \| \| 8e \| Małgorzata Jasińska \| Pologne \| Movistar Team \| + 14 s \| \| 9e \| Alicia González \| Espagne \| Movistar Team \| + 16 s \| \| 10e \| Eugenia Bujak \| Slovénie \| BTC City Ljubljana \| + 16 s \| |                     |            |                                    |                 |
| |                     |            |                                    |                 |
| Source : ProCyclingStats |                     |            |                                    |                 |
| Classement général |                     |            |                                    |                 |
| Coureuse | Coureuse            | Pays       | Équipe                             | Temps           |
| 1re | Coryn Rivera        | États-Unis | Sunweb                             | 2 h 09 min 13 s |
| 2e | Roxane Fournier     | France     | FDJ-Nouvelle Aquitaine-Futuroscope | + 5 s           |
| 3e | Ellen van Dijk      | Pays-Bas   | Sunweb                             | + 7 s           |
| 4e | Lisa Brennauer      | Allemagne  | Wiggle High5                       | + 9 s           |
| 5e | Floortje Mackaij    | Pays-Bas   | Sunweb                             | + 12 s          |
| 6e | Elena Cecchini      | Italie     | Canyon-SRAM Racing                 | + 13 s          |
| 7e | Eva Buurman         | Pays-Bas   | Trek-Drops                         | + 13 s          |
| 8e | Małgorzata Jasińska | Pologne    | Movistar Team                      | + 14 s          |
| 9e | Alicia González     | Espagne    | Movistar Team                      | + 16 s          |
| 10e | Eugenia Bujak       | Slovénie   | BTC City Ljubljana                 | + 16 s          |

### 2eétape
Mia Radotic est la première attaquante de la journée. Elle est reprise au premier prix des montes. Au kilomètre cinquante, un groupe de douze coureuses se forme. Parmi elles, on compte : Liane Lippert, Floortje Mackaij, Gabrielle Pilote-Fortin, Hayley Simmonds et Evita Muzic. L'avance maximale du groupe est de deux minutes, mais il est repris au début du dernier tour. Eugenia Bujak sort alors seule, soit à vingt-cinq kilomètres de l'arrivée. Elle est reprise à trois kilomètres de l'arrivée grâce au travail de la formation Sunweb. Au sprint, Coryn Rivera est néanmoins battue par Elena Cecchini. Lisa Brennauer est troisième,.
| \| Classement de l'étape \| Classement de l'étape \| Classement de l'étape \| Classement de l'étape \| Classement de l'étape \| \| Coureuse \| Coureuse \| Pays \| Équipe \| Temps \| \| --------------------- \| --------------------- \| --------------------- \| ---------------------------------- \| --------------------- \| \| 1re \| Elena Cecchini \| Italie \| Canyon-SRAM Racing \| 3 h 34 min 06 s \| \| 2e \| Coryn Rivera \| États-Unis \| Sunweb \| + 0 s \| \| 3e \| Lisa Brennauer \| Allemagne \| Wiggle High5 \| + 0 s \| \| 4e \| Roxane Fournier \| France \| FDJ-Nouvelle Aquitaine-Futuroscope \| + 0 s \| \| 5e \| Ellen van Dijk \| Pays-Bas \| Sunweb \| + 0 s \| \| 6e \| Eva Buurman \| Pays-Bas \| Trek-Drops \| + 0 s \| \| 7e \| Demi Vollering \| Pays-Bas \| Swaboladies.nl \| + 0 s \| \| 8e \| Alba Teruel \| Espagne \| Movistar Team \| + 0 s \| \| 9e \| Eugenia Bujak \| Slovénie \| BTC City Ljubljana \| + 0 s \| \| 10e \| Małgorzata Jasińska \| Pologne \| Movistar Team \| + 0 s \| |                     |            |                                    |                 |
| |                     |            |                                    |                 |
| Source : ProCyclingStats |                     |            |                                    |                 |
| Classement de l'étape |                     |            |                                    |                 |
| Coureuse | Coureuse            | Pays       | Équipe                             | Temps           |
| 1re | Elena Cecchini      | Italie     | Canyon-SRAM Racing                 | 3 h 34 min 06 s |
| 2e | Coryn Rivera        | États-Unis | Sunweb                             | + 0 s           |
| 3e | Lisa Brennauer      | Allemagne  | Wiggle High5                       | + 0 s           |
| 4e | Roxane Fournier     | France     | FDJ-Nouvelle Aquitaine-Futuroscope | + 0 s           |
| 5e | Ellen van Dijk      | Pays-Bas   | Sunweb                             | + 0 s           |
| 6e | Eva Buurman         | Pays-Bas   | Trek-Drops                         | + 0 s           |
| 7e | Demi Vollering      | Pays-Bas   | Swaboladies.nl                     | + 0 s           |
| 8e | Alba Teruel         | Espagne    | Movistar Team                      | + 0 s           |
| 9e | Eugenia Bujak       | Slovénie   | BTC City Ljubljana                 | + 0 s           |
| 10e | Małgorzata Jasińska | Pologne    | Movistar Team                      | + 0 s           |

| \| Classement général \| Classement général \| Classement général \| Classement général \| Classement général \| \| Coureuse \| Coureuse \| Pays \| Équipe \| Temps \| \| ------------------ \| ------------------- \| ------------------ \| ---------------------------------- \| ------------------ \| \| 1re \| Coryn Rivera \| États-Unis \| Sunweb \| 5 h 43 min 13 s \| \| 2e \| Elena Cecchini \| Italie \| Canyon-SRAM Racing \| + 9 s \| \| 3e \| Lisa Brennauer \| Allemagne \| Wiggle High5 \| + 11 s \| \| 4e \| Roxane Fournier \| France \| FDJ-Nouvelle Aquitaine-Futuroscope \| + 11 s \| \| 5e \| Ellen van Dijk \| Pays-Bas \| Sunweb \| + 11 s \| \| 6e \| Floortje Mackaij \| Pays-Bas \| Sunweb \| + 12 s \| \| 7e \| Eva Buurman \| Pays-Bas \| Trek-Drops \| + 17 s \| \| 8e \| Małgorzata Jasińska \| Pologne \| Movistar Team \| + 19 s \| \| 9e \| Eugenia Bujak \| Slovénie \| BTC City Ljubljana \| + 22 s \| \| 10e \| Alba Teruel \| Espagne \| Movistar Team \| + 22 s \| |                     |            |                                    |                 |
| |                     |            |                                    |                 |
| Source : ProCyclingStats |                     |            |                                    |                 |
| Classement général |                     |            |                                    |                 |
| Coureuse | Coureuse            | Pays       | Équipe                             | Temps           |
| 1re | Coryn Rivera        | États-Unis | Sunweb                             | 5 h 43 min 13 s |
| 2e | Elena Cecchini      | Italie     | Canyon-SRAM Racing                 | + 9 s           |
| 3e | Lisa Brennauer      | Allemagne  | Wiggle High5                       | + 11 s          |
| 4e | Roxane Fournier     | France     | FDJ-Nouvelle Aquitaine-Futuroscope | + 11 s          |
| 5e | Ellen van Dijk      | Pays-Bas   | Sunweb                             | + 11 s          |
| 6e | Floortje Mackaij    | Pays-Bas   | Sunweb                             | + 12 s          |
| 7e | Eva Buurman         | Pays-Bas   | Trek-Drops                         | + 17 s          |
| 8e | Małgorzata Jasińska | Pologne    | Movistar Team                      | + 19 s          |
| 9e | Eugenia Bujak       | Slovénie   | BTC City Ljubljana                 | + 22 s          |
| 10e | Alba Teruel         | Espagne    | Movistar Team                      | + 22 s          |

### 3eétape
Irina Ivanova est la première à attaquer. Elle est reprise. Nicole Steigenga part ensuite. Elle est rejointe par Margarita Syradoeva et Tatjana Paller. Leur avance grimpe à trois minutes cinquante. La côte de Gahma au kilomètres soixante-quinze fait réduire cette avance. Elles sont reprises peu après. Au kilomètre cent-un, Lucinda Brand attaque dans le Ziegenrück avec Emilia Fahlin. Elle compte jusqu'à une minute d'avance. La poursuite est menée par la formation Trek-Drops. Les deux échappées sont reprises à sept kilomètres de l'arrivée. Au sprint, Coryn Rivera s'impose devant Lisa Brennauer et Roxane Fournier.
| \| Classement de l'étape \| Classement de l'étape \| Classement de l'étape \| Classement de l'étape \| Classement de l'étape \| \| Coureuse \| Coureuse \| Pays \| Équipe \| Temps \| \| --------------------- \| --------------------- \| --------------------- \| ---------------------------------- \| --------------------- \| \| 1re \| Coryn Rivera \| États-Unis \| Sunweb \| 3 h 36 min 38 s \| \| 2e \| Lisa Brennauer \| Allemagne \| Wiggle High5 \| + 0 s \| \| 3e \| Roxane Fournier \| France \| FDJ-Nouvelle Aquitaine-Futuroscope \| + 0 s \| \| 4e \| Eva Buurman \| Pays-Bas \| Trek-Drops \| + 0 s \| \| 5e \| Ellen van Dijk \| Pays-Bas \| Sunweb \| + 0 s \| \| 6e \| Małgorzata Jasińska \| Pologne \| Movistar Team \| + 0 s \| \| 7e \| Eugenia Bujak \| Slovénie \| BTC City Ljubljana \| + 0 s \| \| 8e \| Floortje Mackaij \| Pays-Bas \| Sunweb \| + 1 s \| \| 9e \| Katarzyna Wilkos \| Pologne \| Mat Atom Deweloper \| + 1 s \| \| 10e \| Lucinda Brand \| Pays-Bas \| Sunweb \| + 2 s \| |                     |            |                                    |                 |
| |                     |            |                                    |                 |
| Source : ProCyclingStats |                     |            |                                    |                 |
| Classement de l'étape |                     |            |                                    |                 |
| Coureuse | Coureuse            | Pays       | Équipe                             | Temps           |
| 1re | Coryn Rivera        | États-Unis | Sunweb                             | 3 h 36 min 38 s |
| 2e | Lisa Brennauer      | Allemagne  | Wiggle High5                       | + 0 s           |
| 3e | Roxane Fournier     | France     | FDJ-Nouvelle Aquitaine-Futuroscope | + 0 s           |
| 4e | Eva Buurman         | Pays-Bas   | Trek-Drops                         | + 0 s           |
| 5e | Ellen van Dijk      | Pays-Bas   | Sunweb                             | + 0 s           |
| 6e | Małgorzata Jasińska | Pologne    | Movistar Team                      | + 0 s           |
| 7e | Eugenia Bujak       | Slovénie   | BTC City Ljubljana                 | + 0 s           |
| 8e | Floortje Mackaij    | Pays-Bas   | Sunweb                             | + 1 s           |
| 9e | Katarzyna Wilkos    | Pologne    | Mat Atom Deweloper                 | + 1 s           |
| 10e | Lucinda Brand       | Pays-Bas   | Sunweb                             | + 2 s           |

| \| Classement général \| Classement général \| Classement général \| Classement général \| Classement général \| \| Coureuse \| Coureuse \| Pays \| Équipe \| Temps \| \| ------------------ \| ------------------- \| ------------------ \| ---------------------------------- \| ------------------ \| \| 1re \| Coryn Rivera \| États-Unis \| Sunweb \| 9 h 19 min 41 s \| \| 2e \| Lisa Brennauer \| Allemagne \| Wiggle High5 \| + 15 s \| \| 3e \| Roxane Fournier \| France \| FDJ-Nouvelle Aquitaine-Futuroscope \| + 17 s \| \| 4e \| Ellen van Dijk \| Pays-Bas \| Sunweb \| + 20 s \| \| 5e \| Elena Cecchini \| Italie \| Canyon-SRAM Racing \| + 23 s \| \| 6e \| Floortje Mackaij \| Pays-Bas \| Sunweb \| + 23 s \| \| 7e \| Eva Buurman \| Pays-Bas \| Trek-Drops \| + 27 s \| \| 8e \| Małgorzata Jasińska \| Pologne \| Movistar Team \| + 29 s \| \| 9e \| Eugenia Bujak \| Slovénie \| BTC City Ljubljana \| + 32 s \| \| 10e \| Stine Borgli \| Norvège \| Norvège \| + 35 s \| |                     |            |                                    |                 |
| |                     |            |                                    |                 |
| Source : ProCyclingStats |                     |            |                                    |                 |
| Classement général |                     |            |                                    |                 |
| Coureuse | Coureuse            | Pays       | Équipe                             | Temps           |
| 1re | Coryn Rivera        | États-Unis | Sunweb                             | 9 h 19 min 41 s |
| 2e | Lisa Brennauer      | Allemagne  | Wiggle High5                       | + 15 s          |
| 3e | Roxane Fournier     | France     | FDJ-Nouvelle Aquitaine-Futuroscope | + 17 s          |
| 4e | Ellen van Dijk      | Pays-Bas   | Sunweb                             | + 20 s          |
| 5e | Elena Cecchini      | Italie     | Canyon-SRAM Racing                 | + 23 s          |
| 6e | Floortje Mackaij    | Pays-Bas   | Sunweb                             | + 23 s          |
| 7e | Eva Buurman         | Pays-Bas   | Trek-Drops                         | + 27 s          |
| 8e | Małgorzata Jasińska | Pologne    | Movistar Team                      | + 29 s          |
| 9e | Eugenia Bujak       | Slovénie   | BTC City Ljubljana                 | + 32 s          |
| 10e | Stine Borgli        | Norvège    | Norvège                            | + 35 s          |

### 4eétape
Lisa Brennauer gagne le premier sprint intermédiaire devant Coryn Rivera et Ellen van Dijk. Dans le mur de Meerane, l'équipe Sunweb accélère, ce qui provoque la formation d'un groupe de tête avec seize coureuses. Il y a notamment : Lucinda Brand, Liane Lippert, Floortje Mackaij, Coryn Rivera, Ellen van Dijk, Lisa Brennauer, Elena Cecchini, Alice Barnes, Eva Buurman, Małgorzata Jasińska, Eugenia Bujak et Aude Biannic. Son avance atteint une minute quarante-cinq. Elle se réduit néanmoins. Ainsi, elle est de trente secondes à vingt-cinq kilomètres de l'arrivée. Lucinda Brand, Liane Lippert, Alice Barnes, Eva Buurman et Aude Biannic sortent du groupe pour redonner de l'élan à l'échappée. La chasse du peloton est menée par la formation Wiggle High5. Tout se regroupe et l'étape se joue au sprint. Sur les pavés de Gera, Lisa Brennauer se montre la plus rapide devant Ellen van Dijk.
| \| Classement de l'étape \| Classement de l'étape \| Classement de l'étape \| Classement de l'étape \| Classement de l'étape \| \| Coureuse \| Coureuse \| Pays \| Équipe \| Temps \| \| --------------------- \| --------------------- \| --------------------- \| ---------------------------------- \| --------------------- \| \| 1re \| Lisa Brennauer \| Allemagne \| Wiggle High5 \| 2 h 54 min 33 s \| \| 2e \| Ellen van Dijk \| Pays-Bas \| Sunweb \| + 0 s \| \| 3e \| Elena Cecchini \| Italie \| Canyon-SRAM Racing \| + 0 s \| \| 4e \| Eugenia Bujak \| Slovénie \| BTC City Ljubljana \| + 0 s \| \| 5e \| Coryn Rivera \| États-Unis \| Sunweb \| + 0 s \| \| 6e \| Roxane Fournier \| France \| FDJ-Nouvelle Aquitaine-Futuroscope \| + 0 s \| \| 7e \| Eva Buurman \| Pays-Bas \| Trek-Drops \| + 0 s \| \| 8e \| Małgorzata Jasińska \| Pologne \| Movistar Team \| + 0 s \| \| 9e \| Emilia Fahlin \| Suède \| Wiggle High5 \| + 0 s \| \| 10e \| Michaela Ebert \| Allemagne \| Allemagne \| + 0 s \| |                     |            |                                    |                 |
| |                     |            |                                    |                 |
| Source : ProCyclingStats |                     |            |                                    |                 |
| Classement de l'étape |                     |            |                                    |                 |
| Coureuse | Coureuse            | Pays       | Équipe                             | Temps           |
| 1re | Lisa Brennauer      | Allemagne  | Wiggle High5                       | 2 h 54 min 33 s |
| 2e | Ellen van Dijk      | Pays-Bas   | Sunweb                             | + 0 s           |
| 3e | Elena Cecchini      | Italie     | Canyon-SRAM Racing                 | + 0 s           |
| 4e | Eugenia Bujak       | Slovénie   | BTC City Ljubljana                 | + 0 s           |
| 5e | Coryn Rivera        | États-Unis | Sunweb                             | + 0 s           |
| 6e | Roxane Fournier     | France     | FDJ-Nouvelle Aquitaine-Futuroscope | + 0 s           |
| 7e | Eva Buurman         | Pays-Bas   | Trek-Drops                         | + 0 s           |
| 8e | Małgorzata Jasińska | Pologne    | Movistar Team                      | + 0 s           |
| 9e | Emilia Fahlin       | Suède      | Wiggle High5                       | + 0 s           |
| 10e | Michaela Ebert      | Allemagne  | Allemagne                          | + 0 s           |

| \| Classement général \| Classement général \| Classement général \| Classement général \| Classement général \| \| Coureuse \| Coureuse \| Pays \| Équipe \| Temps \| \| ------------------ \| ------------------- \| ------------------ \| ---------------------------------- \| ------------------ \| \| 1re \| Coryn Rivera \| États-Unis \| Sunweb \| 12 h 14 min 10 s \| \| 2e \| Lisa Brennauer \| Allemagne \| Wiggle High5 \| + 6 s \| \| 3e \| Ellen van Dijk \| Pays-Bas \| Sunweb \| + 16 s \| \| 4e \| Roxane Fournier \| France \| FDJ-Nouvelle Aquitaine-Futuroscope \| + 21 s \| \| 5e \| Elena Cecchini \| Italie \| Canyon-SRAM Racing \| + 22 s \| \| 6e \| Floortje Mackaij \| Pays-Bas \| Sunweb \| + 26 s \| \| 7e \| Małgorzata Jasińska \| Pologne \| Movistar Team \| + 30 s \| \| 8e \| Eva Buurman \| Pays-Bas \| Trek-Drops \| + 31 s \| \| 9e \| Lucinda Brand \| Pays-Bas \| Sunweb \| + 35 s \| \| 10e \| Eugenia Bujak \| Slovénie \| BTC City Ljubljana \| + 36 s \| |                     |            |                                    |                  |
| |                     |            |                                    |                  |
| Source : ProCyclingStats |                     |            |                                    |                  |
| Classement général |                     |            |                                    |                  |
| Coureuse | Coureuse            | Pays       | Équipe                             | Temps            |
| 1re | Coryn Rivera        | États-Unis | Sunweb                             | 12 h 14 min 10 s |
| 2e | Lisa Brennauer      | Allemagne  | Wiggle High5                       | + 6 s            |
| 3e | Ellen van Dijk      | Pays-Bas   | Sunweb                             | + 16 s           |
| 4e | Roxane Fournier     | France     | FDJ-Nouvelle Aquitaine-Futuroscope | + 21 s           |
| 5e | Elena Cecchini      | Italie     | Canyon-SRAM Racing                 | + 22 s           |
| 6e | Floortje Mackaij    | Pays-Bas   | Sunweb                             | + 26 s           |
| 7e | Małgorzata Jasińska | Pologne    | Movistar Team                      | + 30 s           |
| 8e | Eva Buurman         | Pays-Bas   | Trek-Drops                         | + 31 s           |
| 9e | Lucinda Brand       | Pays-Bas   | Sunweb                             | + 35 s           |
| 10e | Eugenia Bujak       | Slovénie   | BTC City Ljubljana                 | + 36 s           |

### 5eétape
Dans le second tour du parcours, au kilomètre vingt-sept, la leader de l'épreuve Coryn Rivera passe à l'attaque. Elle est accompagnée par sa coéquipière Pernille Mathiesen, Martina Ritter, Trixi Worrack, Anna Christian et Aurela Nerlo. Cette dernière ne peut cependant suivre le rythme. Au début de la troisième rotation, l'avance est de trois minutes vingt. La poursuite du peloton est menée par les formations Wiggle High5, FDJ-Nouvelle Aquitaine et BTC City Ljubljana. Avant le troisième passage sur l'Hanka-Berg, Pernille Mathiesen part en éclaireuse. Dans la montée, c'est Coryn Rivera qui passe à l'offensive, seulement suivie par Trixi Worrack. À vingt kilomètres de l'arrivée, l'écart est moins d'une minute. Elles sont finalement reprise au pied de l'ultime ascension. Dans celle-ci, Lisa Brennauer accélère la première. Rozanne Slik, Ellen van Dijk et Małgorzata Jasińska la suivent avec un petit retard. Finalement, Rozanne Slik s'adjuge la victoire. Lisa Brennauer se console avec le maillot jaune,.
| \| Classement de l'étape \| Classement de l'étape \| Classement de l'étape \| Classement de l'étape \| Classement de l'étape \| \| Coureuse \| Coureuse \| Pays \| Équipe \| Temps \| \| --------------------- \| --------------------- \| --------------------- \| ---------------------------------- \| --------------------- \| \| 1re \| Rozanne Slik \| Pays-Bas \| FDJ-Nouvelle Aquitaine-Futuroscope \| 2 h 40 min 26 s \| \| 2e \| Ellen van Dijk \| Pays-Bas \| Sunweb \| + 0 s \| \| 3e \| Małgorzata Jasińska \| Pologne \| Movistar Team \| + 0 s \| \| 4e \| Lisa Brennauer \| Allemagne \| Wiggle High5 \| + 2 s \| \| 5e \| Lucinda Brand \| Pays-Bas \| Sunweb \| + 2 s \| \| 6e \| Eugenia Bujak \| Slovénie \| BTC City Ljubljana \| + 5 s \| \| 7e \| Eva Buurman \| Pays-Bas \| Trek-Drops \| + 5 s \| \| 8e \| Demi Vollering \| Pays-Bas \| Swaboladies.nl \| + 7 s \| \| 9e \| Liane Lippert \| Allemagne \| Sunweb \| + 9 s \| \| 10e \| Greta Richioud \| France \| FDJ-Nouvelle Aquitaine-Futuroscope \| + 9 s \| |                     |           |                                    |                 |
| |                     |           |                                    |                 |
| Source : ProCyclingStats |                     |           |                                    |                 |
| Classement de l'étape |                     |           |                                    |                 |
| Coureuse | Coureuse            | Pays      | Équipe                             | Temps           |
| 1re | Rozanne Slik        | Pays-Bas  | FDJ-Nouvelle Aquitaine-Futuroscope | 2 h 40 min 26 s |
| 2e | Ellen van Dijk      | Pays-Bas  | Sunweb                             | + 0 s           |
| 3e | Małgorzata Jasińska | Pologne   | Movistar Team                      | + 0 s           |
| 4e | Lisa Brennauer      | Allemagne | Wiggle High5                       | + 2 s           |
| 5e | Lucinda Brand       | Pays-Bas  | Sunweb                             | + 2 s           |
| 6e | Eugenia Bujak       | Slovénie  | BTC City Ljubljana                 | + 5 s           |
| 7e | Eva Buurman         | Pays-Bas  | Trek-Drops                         | + 5 s           |
| 8e | Demi Vollering      | Pays-Bas  | Swaboladies.nl                     | + 7 s           |
| 9e | Liane Lippert       | Allemagne | Sunweb                             | + 9 s           |
| 10e | Greta Richioud      | France    | FDJ-Nouvelle Aquitaine-Futuroscope | + 9 s           |

| \| Classement général \| Classement général \| Classement général \| Classement général \| Classement général \| \| Coureuse \| Coureuse \| Pays \| Équipe \| Temps \| \| ------------------ \| ------------------- \| ------------------ \| ---------------------------------- \| ------------------ \| \| 1re \| Lisa Brennauer \| Allemagne \| Wiggle High5 \| 14 h 54 min 44 s \| \| 2e \| Ellen van Dijk \| Pays-Bas \| Sunweb \| + 2 s \| \| 3e \| Małgorzata Jasińska \| Pologne \| Movistar Team \| + 18 s \| \| 4e \| Coryn Rivera \| États-Unis \| Sunweb \| + 21 s \| \| 5e \| Rozanne Slik \| Pays-Bas \| FDJ-Nouvelle Aquitaine-Futuroscope \| + 21 s \| \| 6e \| Eva Buurman \| Pays-Bas \| Trek-Drops \| + 27 s \| \| 7e \| Elena Cecchini \| Italie \| Canyon-SRAM Racing \| + 27 s \| \| 8e \| Lucinda Brand \| Pays-Bas \| Sunweb \| + 29 s \| \| 9e \| Eugenia Bujak \| Slovénie \| BTC City Ljubljana \| + 33 s \| \| 10e \| Floortje Mackaij \| Pays-Bas \| Sunweb \| + 44 s \| |                     |            |                                    |                  |
| |                     |            |                                    |                  |
| Source : ProCyclingStats |                     |            |                                    |                  |
| Classement général |                     |            |                                    |                  |
| Coureuse | Coureuse            | Pays       | Équipe                             | Temps            |
| 1re | Lisa Brennauer      | Allemagne  | Wiggle High5                       | 14 h 54 min 44 s |
| 2e | Ellen van Dijk      | Pays-Bas   | Sunweb                             | + 2 s            |
| 3e | Małgorzata Jasińska | Pologne    | Movistar Team                      | + 18 s           |
| 4e | Coryn Rivera        | États-Unis | Sunweb                             | + 21 s           |
| 5e | Rozanne Slik        | Pays-Bas   | FDJ-Nouvelle Aquitaine-Futuroscope | + 21 s           |
| 6e | Eva Buurman         | Pays-Bas   | Trek-Drops                         | + 27 s           |
| 7e | Elena Cecchini      | Italie     | Canyon-SRAM Racing                 | + 27 s           |
| 8e | Lucinda Brand       | Pays-Bas   | Sunweb                             | + 29 s           |
| 9e | Eugenia Bujak       | Slovénie   | BTC City Ljubljana                 | + 33 s           |
| 10e | Floortje Mackaij    | Pays-Bas   | Sunweb                             | + 44 s           |

### 6eétape
Une échappée de quatorze coureuses se forme en début d'étape. Elle compte entre autres : Greta Richioud, Macey Stewart, Pernille Mathiesen, Alice Barnes, Nicole Steigenga, Hannah Payton, Olena Pavlukhina et Jacqueline Dietrich. Leur avance est de quasiment six minutes trente au pied de l'Inselberg, col long de neuf kilomètres. Jacqueline Dietrich y attaque. Derrière, la formation Sunweb mène le peloton. Dans l'ascension de l'Heuberg qui suit l'échappée est reprise. Le peloton est alors constitué d'une trentaine de coureuses. Floortje Mackaij sort du peloton. Elle prend les bonifications du sprint intermédiaire puis se laisse reprendre. Derrière, Coryn Rivera et Lisa Brennauer prennent le reste des bonifications. Kathrin Hammes attaque dans le Teutleben pour prendre les points du maillot de la montagne. Coryn Rivera s'empare des trois secondes de bonification à Gotha. À quarante kilomètres de l'arrivée, Gloria Rodriguez passe à l'offensive. Elle a une minute trente-cinq d'avance quinze kilomètres plus loin. Le passage du Teutleben, lui coûte son avance et elle reprise à douze kilomètres de l'arrivée. Après plusieurs tentatives d'échappée, c'est finalement Alice Barnes qui parvient à prendre quelques longueurs d'avance à six kilomètres du but. Elle s'impose. Elena Cecchini prend la deuxième et Lisa Brennauer la troisième place avec les bonifications associées,.
| \| Classement de l'étape \| Classement de l'étape \| Classement de l'étape \| Classement de l'étape \| Classement de l'étape \| \| Coureuse \| Coureuse \| Pays \| Équipe \| Temps \| \| --------------------- \| --------------------- \| --------------------- \| ---------------------------------- \| --------------------- \| \| 1re \| Alice Barnes \| Royaume-Uni \| Canyon-SRAM Racing \| 3 h 45 min 10 s \| \| 2e \| Elena Cecchini \| Italie \| Canyon-SRAM Racing \| + 3 s \| \| 3e \| Lisa Brennauer \| Allemagne \| Wiggle High5 \| + 3 s \| \| 4e \| Eva Buurman \| Pays-Bas \| Trek-Drops \| + 3 s \| \| 5e \| Ellen van Dijk \| Pays-Bas \| Sunweb \| + 3 s \| \| 6e \| Eugenia Bujak \| Slovénie \| BTC City Ljubljana \| + 6 s \| \| 7e \| Rozanne Slik \| Pays-Bas \| FDJ-Nouvelle Aquitaine-Futuroscope \| + 6 s \| \| 8e \| Lucinda Brand \| Pays-Bas \| Sunweb \| + 6 s \| \| 9e \| Greta Richioud \| France \| FDJ-Nouvelle Aquitaine-Futuroscope \| + 8 s \| \| 10e \| Małgorzata Jasińska \| Pologne \| Movistar Team \| + 8 s \| |                     |             |                                    |                 |
| |                     |             |                                    |                 |
| Source : ProCyclingStats |                     |             |                                    |                 |
| Classement de l'étape |                     |             |                                    |                 |
| Coureuse | Coureuse            | Pays        | Équipe                             | Temps           |
| 1re | Alice Barnes        | Royaume-Uni | Canyon-SRAM Racing                 | 3 h 45 min 10 s |
| 2e | Elena Cecchini      | Italie      | Canyon-SRAM Racing                 | + 3 s           |
| 3e | Lisa Brennauer      | Allemagne   | Wiggle High5                       | + 3 s           |
| 4e | Eva Buurman         | Pays-Bas    | Trek-Drops                         | + 3 s           |
| 5e | Ellen van Dijk      | Pays-Bas    | Sunweb                             | + 3 s           |
| 6e | Eugenia Bujak       | Slovénie    | BTC City Ljubljana                 | + 6 s           |
| 7e | Rozanne Slik        | Pays-Bas    | FDJ-Nouvelle Aquitaine-Futuroscope | + 6 s           |
| 8e | Lucinda Brand       | Pays-Bas    | Sunweb                             | + 6 s           |
| 9e | Greta Richioud      | France      | FDJ-Nouvelle Aquitaine-Futuroscope | + 8 s           |
| 10e | Małgorzata Jasińska | Pologne     | Movistar Team                      | + 8 s           |

| \| Classement général \| Classement général \| Classement général \| Classement général \| Classement général \| \| Coureuse \| Coureuse \| Pays \| Équipe \| Temps \| \| ------------------ \| ------------------- \| ------------------ \| ---------------------------------- \| ------------------ \| \| 1re \| Lisa Brennauer \| Allemagne \| Wiggle High5 \| 18 h 39 min 52 s \| \| 2e \| Ellen van Dijk \| Pays-Bas \| Sunweb \| + 7 s \| \| 3e \| Elena Cecchini \| Italie \| Canyon-SRAM Racing \| + 26 s \| \| 4e \| Coryn Rivera \| États-Unis \| Sunweb \| + 26 s \| \| 5e \| Małgorzata Jasińska \| Pologne \| Movistar Team \| + 28 s \| \| 6e \| Rozanne Slik \| Pays-Bas \| FDJ-Nouvelle Aquitaine-Futuroscope \| + 29 s \| \| 7e \| Eva Buurman \| Pays-Bas \| Trek-Drops \| + 32 s \| \| 8e \| Lucinda Brand \| Pays-Bas \| Sunweb \| + 36 s \| \| 9e \| Eugenia Bujak \| Slovénie \| BTC City Ljubljana \| + 41 s \| \| 10e \| Floortje Mackaij \| Pays-Bas \| Sunweb \| + 48 s \| |                     |            |                                    |                  |
| |                     |            |                                    |                  |
| Source : ProCyclingStats |                     |            |                                    |                  |
| Classement général |                     |            |                                    |                  |
| Coureuse | Coureuse            | Pays       | Équipe                             | Temps            |
| 1re | Lisa Brennauer      | Allemagne  | Wiggle High5                       | 18 h 39 min 52 s |
| 2e | Ellen van Dijk      | Pays-Bas   | Sunweb                             | + 7 s            |
| 3e | Elena Cecchini      | Italie     | Canyon-SRAM Racing                 | + 26 s           |
| 4e | Coryn Rivera        | États-Unis | Sunweb                             | + 26 s           |
| 5e | Małgorzata Jasińska | Pologne    | Movistar Team                      | + 28 s           |
| 6e | Rozanne Slik        | Pays-Bas   | FDJ-Nouvelle Aquitaine-Futuroscope | + 29 s           |
| 7e | Eva Buurman         | Pays-Bas   | Trek-Drops                         | + 32 s           |
| 8e | Lucinda Brand       | Pays-Bas   | Sunweb                             | + 36 s           |
| 9e | Eugenia Bujak       | Slovénie   | BTC City Ljubljana                 | + 41 s           |
| 10e | Floortje Mackaij    | Pays-Bas   | Sunweb                             | + 48 s           |

### 7eétape
Ce contre-la-montre final est décisif pour l'attribution de la victoire finale. Ellen van Dijk l'emporte certes mais pour seulement deux secondes sur Lisa Brennauer. Cette dernière l'emporte donc au classement général. Lucinda Brand est troisième de l'étape et remonte à la même place au classement général devant une autre de ses coéquipières : Coryn Rivera.
| \| Classement de l'étape \| Classement de l'étape \| Classement de l'étape \| Classement de l'étape \| Classement de l'étape \| \| Coureuse \| Coureuse \| Pays \| Équipe \| Temps \| \| --------------------- \| --------------------- \| --------------------- \| --------------------- \| --------------------- \| \| 1re \| Ellen van Dijk \| Pays-Bas \| Sunweb \| 26 min 38 s \| \| 2e \| Lisa Brennauer \| Allemagne \| Wiggle High5 \| + 2 s \| \| 3e \| Lucinda Brand \| Pays-Bas \| Sunweb \| + 4 s \| \| 4e \| Trixi Worrack \| Allemagne \| Canyon-SRAM Racing \| + 27 s \| \| 5e \| Coryn Rivera \| États-Unis \| Sunweb \| + 41 s \| \| 6e \| Elena Cecchini \| Italie \| Canyon-SRAM Racing \| + 1 min 09 s \| \| 7e \| Tayler Wiles \| États-Unis \| Trek-Drops \| + 1 min 15 s \| \| 8e \| Liane Lippert \| Allemagne \| Sunweb \| + 1 min 17 s \| \| 9e \| Pernille Mathiesen \| Danemark \| Sunweb \| + 1 min 18 s \| \| 10e \| Martina Ritter \| Autriche \| Wiggle High5 \| + 1 min 19 s \| |                    |            |                    |              |
| |                    |            |                    |              |
| Source : ProCyclingStats |                    |            |                    |              |
| Classement de l'étape |                    |            |                    |              |
| Coureuse | Coureuse           | Pays       | Équipe             | Temps        |
| 1re | Ellen van Dijk     | Pays-Bas   | Sunweb             | 26 min 38 s  |
| 2e | Lisa Brennauer     | Allemagne  | Wiggle High5       | + 2 s        |
| 3e | Lucinda Brand      | Pays-Bas   | Sunweb             | + 4 s        |
| 4e | Trixi Worrack      | Allemagne  | Canyon-SRAM Racing | + 27 s       |
| 5e | Coryn Rivera       | États-Unis | Sunweb             | + 41 s       |
| 6e | Elena Cecchini     | Italie     | Canyon-SRAM Racing | + 1 min 09 s |
| 7e | Tayler Wiles       | États-Unis | Trek-Drops         | + 1 min 15 s |
| 8e | Liane Lippert      | Allemagne  | Sunweb             | + 1 min 17 s |
| 9e | Pernille Mathiesen | Danemark   | Sunweb             | + 1 min 18 s |
| 10e | Martina Ritter     | Autriche   | Wiggle High5       | + 1 min 19 s |

## Classements finals

### Classement général final
| \| Classement général \| Classement général \| Classement général \| Classement général \| Classement général \| \| Coureuse \| Coureuse \| Pays \| Équipe \| Temps \| \| ------------------ \| ------------------- \| ------------------ \| ------------------ \| ------------------ \| \| 1re \| Lisa Brennauer \| Allemagne \| Wiggle High5 \| 19 h 06 min 32 s \| \| 2e \| Ellen van Dijk \| Pays-Bas \| Sunweb \| + 5 s \| \| 3e \| Lucinda Brand \| Pays-Bas \| Sunweb \| + 38 s \| \| 4e \| Coryn Rivera \| États-Unis \| Sunweb \| + 1 min 05 s \| \| 5e \| Elena Cecchini \| Italie \| Canyon-SRAM Racing \| + 1 min 33 s \| \| 6e \| Liane Lippert \| Allemagne \| Sunweb \| + 2 min 07 s \| \| 7e \| Eugenia Bujak \| Slovénie \| BTC City Ljubljana \| + 2 min 11 s \| \| 8e \| Małgorzata Jasińska \| Pologne \| Movistar Team \| + 2 min 26 s \| \| 9e \| Floortje Mackaij \| Pays-Bas \| Sunweb \| + 2 min 30 s \| \| 10e \| Tayler Wiles \| États-Unis \| Trek-Drops \| + 2 min 34 s \| |                     |            |                    |                  |
| |                     |            |                    |                  |
| Source : ProCyclingStats |                     |            |                    |                  |
| Classement général |                     |            |                    |                  |
| Coureuse | Coureuse            | Pays       | Équipe             | Temps            |
| 1re | Lisa Brennauer      | Allemagne  | Wiggle High5       | 19 h 06 min 32 s |
| 2e | Ellen van Dijk      | Pays-Bas   | Sunweb             | + 5 s            |
| 3e | Lucinda Brand       | Pays-Bas   | Sunweb             | + 38 s           |
| 4e | Coryn Rivera        | États-Unis | Sunweb             | + 1 min 05 s     |
| 5e | Elena Cecchini      | Italie     | Canyon-SRAM Racing | + 1 min 33 s     |
| 6e | Liane Lippert       | Allemagne  | Sunweb             | + 2 min 07 s     |
| 7e | Eugenia Bujak       | Slovénie   | BTC City Ljubljana | + 2 min 11 s     |
| 8e | Małgorzata Jasińska | Pologne    | Movistar Team      | + 2 min 26 s     |
| 9e | Floortje Mackaij    | Pays-Bas   | Sunweb             | + 2 min 30 s     |
| 10e | Tayler Wiles        | États-Unis | Trek-Drops         | + 2 min 34 s     |

### Points UCI
| Position           | 1er | 2e | 3e | 4e | 5e | 6e | 7e | 8e | 9e | 10e | 11e | 12e | 13e à 15e | 16e à 25e |
| Classement général | 125 | 85 | 70 | 60 | 50 | 40 | 35 | 30 | 25 | 20  | 15  | 10  | 5         | 3         |
| Par étape          | 16  | 12 | 8  | 6  | 5  | 4  | 3  | 2  |    |     |     |     |           |           |
| Leader, par étape  | 3   |    |    |    |    |    |    |    |    |     |     |     |           |           |

### Classements annexes
| Classement des sprints | Classement des sprints | Classement des sprints | Classement des sprints | Classement des sprints |
| Coureuse               | Coureuse               | Pays                   | Équipe                 | Points                 |
| ---------------------- | ---------------------- | ---------------------- | ---------------------- | ---------------------- |
| 1re                    | Coryn Rivera           | États-Unis             | Sunweb                 | 30 pts                 |
| 2e                     | Ellen van Dijk         | Pays-Bas               | Sunweb                 | 25 pts                 |
| 3e                     | Lisa Brennauer         | Allemagne              | Wiggle High5           | 24 pts                 |

| Classement des sprints | Classement des sprints | Classement des sprints | Classement des sprints | Classement des sprints |
| Coureuse               | Coureuse               | Pays                   | Équipe                 | Points                 |
| ---------------------- | ---------------------- | ---------------------- | ---------------------- | ---------------------- |
| 1re                    | Coryn Rivera           | États-Unis             | Sunweb                 | 30 pts                 |
| 2e                     | Ellen van Dijk         | Pays-Bas               | Sunweb                 | 25 pts                 |
| 3e                     | Lisa Brennauer         | Allemagne              | Wiggle High5           | 24 pts                 |

| Classement de la montagne | Classement de la montagne | Classement de la montagne | Classement de la montagne | Classement de la montagne |
| Coureuse                  | Coureuse                  | Pays                      | Équipe                    | Points                    |
| ------------------------- | ------------------------- | ------------------------- | ------------------------- | ------------------------- |
| 1re                       | Kathrin Hammes            | Allemagne                 | Trek-Drops                | 26 pts                    |
| 2e                        | Liane Lippert             | Allemagne                 | Sunweb                    | 20 pts                    |
| 3e                        | Jacqueline Dietrich       | Allemagne                 | Team Stuttgart            | 14 pts                    |

| Classement de la montagne | Classement de la montagne | Classement de la montagne | Classement de la montagne | Classement de la montagne |
| Coureuse                  | Coureuse                  | Pays                      | Équipe                    | Points                    |
| ------------------------- | ------------------------- | ------------------------- | ------------------------- | ------------------------- |
| 1re                       | Kathrin Hammes            | Allemagne                 | Trek-Drops                | 26 pts                    |
| 2e                        | Liane Lippert             | Allemagne                 | Sunweb                    | 20 pts                    |
| 3e                        | Jacqueline Dietrich       | Allemagne                 | Team Stuttgart            | 14 pts                    |

| Classement du meilleur jeune | Classement du meilleur jeune | Classement du meilleur jeune | Classement du meilleur jeune       | Classement du meilleur jeune |
| Coureuse                     | Coureuse                     | Pays                         | Équipe                             | Temps                        |
| ---------------------------- | ---------------------------- | ---------------------------- | ---------------------------------- | ---------------------------- |
| 1re                          | Liane Lippert                | Allemagne                    | Sunweb                             | 19 h 08 min 39 s             |
| 2e                           | Greta Richioud               | France                       | FDJ-Nouvelle Aquitaine-Futuroscope | + 1 min 40 s                 |
| 3e                           | Hannah Ludwig                | Allemagne                    | Allemagne                          | + 1 min 59 s                 |

| Classement du meilleur jeune | Classement du meilleur jeune | Classement du meilleur jeune | Classement du meilleur jeune       | Classement du meilleur jeune |
| Coureuse                     | Coureuse                     | Pays                         | Équipe                             | Temps                        |
| ---------------------------- | ---------------------------- | ---------------------------- | ---------------------------------- | ---------------------------- |
| 1re                          | Liane Lippert                | Allemagne                    | Sunweb                             | 19 h 08 min 39 s             |
| 2e                           | Greta Richioud               | France                       | FDJ-Nouvelle Aquitaine-Futuroscope | + 1 min 40 s                 |
| 3e                           | Hannah Ludwig                | Allemagne                    | Allemagne                          | + 1 min 59 s                 |

| Classement par équipes | Classement par équipes             | Classement par équipes | Classement par équipes |
| Équipe                 | Équipe                             | Pays                   | Temps                  |
| ---------------------- | ---------------------------------- | ---------------------- | ---------------------- |
| 1re                    | Sunweb                             | Pays-Bas               | 57 h 22 min 08 s       |
| 2e                     | Trek-Drops                         | Royaume-Uni            | + 5 min 51 s           |
| 3e                     | FDJ-Nouvelle Aquitaine-Futuroscope | France                 | + 8 min 50 s           |

| Classement par équipes | Classement par équipes             | Classement par équipes | Classement par équipes |
| Équipe                 | Équipe                             | Pays                   | Temps                  |
| ---------------------- | ---------------------------------- | ---------------------- | ---------------------- |
| 1re                    | Sunweb                             | Pays-Bas               | 57 h 22 min 08 s       |
| 2e                     | Trek-Drops                         | Royaume-Uni            | + 5 min 51 s           |
| 3e                     | FDJ-Nouvelle Aquitaine-Futuroscope | France                 | + 8 min 50 s           |

## Évolution des classements
| Étape            | Vainqueur        | Classement général | Classement des sprints | Classement de la montagne | Classement de la meilleure jeune | Classement de la coureuse la plus active | Classement de la meilleure allemande | Classement de la meilleure équipe |
| ---------------- | ---------------- | ------------------ | ---------------------- | ------------------------- | -------------------------------- | ---------------------------------------- | ------------------------------------ | --------------------------------- |
| 1re              | Coryn Rivera     | Coryn Rivera       | Ellen van Dijk         | Kathrin Hammes            | Alba Teruel Ribes                | Margarita Syradoeva                      | Lisa Brennauer                       | Sunweb                            |
| 2e               | Elena Cecchini   | Coryn Rivera       | Ellen van Dijk         | Kathrin Hammes            | Alba Teruel Ribes                | non attribué                             | Lisa Brennauer                       | Sunweb                            |
| 3e               | Coryn Rivera     | Coryn Rivera       | Coryn Rivera           | Kathrin Hammes            | Alba Teruel Ribes                | Tatjana Paller                           | Lisa Brennauer                       | Sunweb                            |
| 4e               | Lisa Brennauer   | Coryn Rivera       | Coryn Rivera           | Kathrin Hammes            | Alba Teruel Ribes                | Liane Lippert                            | Lisa Brennauer                       | Sunweb                            |
| 5e               | Rozanne Slik     | Lisa Brennauer     | Coryn Rivera           | Kathrin Hammes            | Liane Lippert                    | Trixi Worrack                            | Lisa Brennauer                       | Sunweb                            |
| 6e               | Alice Barnes     | Lisa Brennauer     | Coryn Rivera           | Kathrin Hammes            | Liane Lippert                    | Jacqueline Dietrich                      | Lisa Brennauer                       | Sunweb                            |
| 7e               | Ellen van Dijk   | Lisa Brennauer     | Coryn Rivera           | Kathrin Hammes            | Liane Lippert                    | non attribué                             | Lisa Brennauer                       | Sunweb                            |
| Classement final | Classement final | Lisa Brennauer     | Coryn Rivera           | Kathrin Hammes            | Liane Lippert                    |                                          | Lisa Brennauer                       | Sunweb                            |

## Liste des participantes
| Légende                                          | Légende | Légende                                | Légende                                                                                              |
| ------------------------------------------------ | --- | -------------------------------------- | --- |
| Num                                              | Dossard de départ porté par la coureuse sur ce Tour de Thuringe féminin                                         | Pos                                    | Position finale au classement général                                                                |
| Leader du classement général                     | Indique la vainqueur du classement général                                                                      | Leader du classement de la montagne    | Indique la vainqueur du classement de la montagne                                                    |
| Leader du classement des sprints                 | Indique la vainqueur du classement des sprints                                                                  | Leader du classement du meilleur jeune | Indique la vainqueur du classement de la meilleure jeune                                             |
| Coureur élu combatif lors de la précédente étape | Indique la coureuse la plus combative                                                                           |                                        | Indique la vainqueur du classement de la meilleure allemande                                         |
|                                                  | Indique un maillot de champion national ou mondial, suivi de sa spécialité                                      | #                                      | Indique la meilleure équipe                                                                          |
| NP                                               | Indique une coureuse qui n'a pas pris le départ d'une étape, suivi du numéro de l'étape où elle s'est retirée   | AB                                     | Indique une coureuse qui n'a pas terminé une étape, suivi du numéro de l'étape où elle s'est retirée |
| HD                                               | Indique un coureuse qui a terminé une étape hors des délais, suivi du numéro de l'étape                         | DSQ                                    | Indique un coureur qui a été disqualifié de la course, suivi du numéro de l'étape                    |
| *                                                | Indique un coureuse en lice pour le classement de la meilleure jeune (coureuses nées après le 1er janvier 1995) |                                        | |

| Wiggle High5 WHT | Wiggle High5 WHT                       | Wiggle High5 WHT |
| ---------------- | -------------------------------------- | ---------------- |
| Num              | Coureuse                               | Pos              |
| 1                | Lisa Brennauer (GER)                   | 1re              |
| 2                | Grace Brown (AUS)                      | NP-3             |
| 3                | Julie Leth (DEN)                       | 51e              |
| 4                | Macey Stewart (AUS)                    | 63e              |
| 5                | Emilia Fahlin (SWE)                    | 34e              |
| 6                | Martina Ritter (AUT) (route et chrono) | 14e              |

| Sunweb SUN | Sunweb SUN               | Sunweb SUN |
| ---------- | ------------------------ | ---------- |
| Num        | Coureuse                 | Pos        |
| 11         | Lucinda Brand (NED)      | 3e         |
| 12         | Liane Lippert (GER)      | 6e         |
| 13         | Floortje Mackaij (NED)   | 9e         |
| 14         | Coryn Rivera (USA)       | 4e         |
| 15         | Pernille Mathiesen (DEN) | 54e        |
| 16         | Ellen van Dijk (NED)     | 2e         |

| Canyon-SRAM Racing CSR          | Canyon-SRAM Racing CSR       | Canyon-SRAM Racing CSR |
| ------------------------------- | ---------------------------- | ---------------------- |
| Num                             | Coureuse                     | Pos                    |
| 21                              | Alice Barnes (GBR)           | 27e                    |
| 22                              | Elena Cecchini (ITA)         | 5e                     |
| 23                              | Tiffany Cromwell (AUS)       | 53e                    |
| 24                              | Christa Riffel (GER)         | 45e                    |
| 25                              | Trixi Worrack (GER) (chrono) | 28e                    |
| 26                              | Tanja Erath (GER)            | NP-5                   |
| Directeur sportif : Ronny Lauke |                              |                        |

| BTC City Ljubljana BTC | BTC City Ljubljana BTC         | BTC City Ljubljana BTC |
| ---------------------- | ------------------------------ | ---------------------- |
| Num                    | Coureuse                       | Pos                    |
| 31                     | Eugenia Bujak (SLO)            | 7e                     |
| 32                     | Polona Batagelj (SLO) (route)  | 35e                    |
| 33                     | Mia Radotić (CRO) (route)      | AB-6                   |
| 34                     | Maaike Boogaard (NED)          | 71e                    |
| 35                     | Olena Pavlukhina (AZE) (route) | 29e                    |
| 36                     | Corinna Lechner (GER)          | 68e                    |

| Trek-Drops DRP | Trek-Drops DRP           | Trek-Drops DRP |
| -------------- | ------------------------ | -------------- |
| Num            | Coureuse                 | Pos            |
| 41             | Tayler Wiles (USA)       | 10e            |
| 42             | Eva Buurman (NED)        | 11e            |
| 43             | Anna Christian (GBR)     | 38e            |
| 44             | Kathrin Hammes (GER)     | 12e            |
| 45             | Abby-Mae Parkinson (GBR) | 30e            |
| 46             | Hannah Payton (GBR)      | 58e            |

| WNT-Rotor Pro Cycling WNT | WNT-Rotor Pro Cycling WNT     | WNT-Rotor Pro Cycling WNT |
| ------------------------- | ----------------------------- | ------------------------- |
| Num                       | Coureuse                      | Pos                       |
| 51                        | Natalie Grinczer (GBR)        | 17e                       |
| 52                        | Winanda Spoor (NED)           | 72e                       |
| 53                        | Lea Lin Teutenberg (GER)      | 44e                       |
| 54                        | Gabrielle Pilote Fortin (CAN) | 40e                       |
| 55                        | Hayley Simmonds (GBR)         | 32e                       |
| 56                        | Aafke Soet (NED)              | AB-1                      |

| Allemagne GER | Allemagne GER       | Allemagne GER |
| ------------- | ------------------- | ------------- |
| Num           | Coureuse            | Pos           |
| 61            | Michaela Ebert      | 61e           |
| 62            | Jacqueline Dietrich | 23e           |
| 63            | Romy Kasper         | 43e           |
| 64            | Charlotte Becker    | 19e           |
| 65            | Tatjana Paller      | NP-6          |
| 66            | Hannah Ludwig       | 16e           |

| Kazakhstan KAZ | Kazakhstan KAZ        | Kazakhstan KAZ |
| -------------- | --------------------- | -------------- |
| Num            | Coureuse              | Pos            |
| 71             | Natalya Saifutdinova  | 65e            |
| 72             | Amiliya Iskakova      | 67e            |
| 73             | Makhabbat Umutzhanova | 78e            |
| 74             | Faina Potapova        | 80e            |

| Norvège NOR | Norvège NOR            | Norvège NOR |
| ----------- | ---------------------- | ----------- |
| Num         | Coureuse               | Pos         |
| 81          | Stine Borgli           | 25e         |
| 82          | Ingrid Moe             | 39e         |
| 83          | Caroline Thorvik Olsen | 52e         |
| 84          | Karina Birkenes        | AB-5        |
| 85          | Line Marie Gulliksen   | 62e         |
| 86          | Ingvild Gåskjenn       | NP-5        |

| Russie RUS | Russie RUS           | Russie RUS |
| ---------- | -------------------- | ---------- |
| Num        | Coureuse             | Pos        |
| 101        | Polina Kirillova     | AB-5       |
| 102        | Margarita Syrodoeva  | 55e        |
| 103        | Irina Ivanova        | 59e        |
| 104        | Galina Tchernychova  | 47e        |
| 105        | Marina Lihanova      | 60e        |
| 106        | Viktoria Vinogradova | AB-4       |

| NWVG ___ | NWVG ___                        | NWVG ___ |
| -------- | ------------------------------- | -------- |
| Num      | Coureuse                        | Pos      |
| 111      | Anne Marijn van der Graaf (NED) | 81e      |
| 112      | Wendy Oosterwoud (NED)          | AB-6     |
| 113      | Loes Adegeest (NED)             | 74e      |
| 114      | Nynke Pellikaan (NED)           | AB-4     |
| 115      | Femke Markus (NED)              | 70e      |
| 116      | Paulien Koster (NED)            | 73e      |

| Swaboladies.nl ___ | Swaboladies.nl ___         | Swaboladies.nl ___ |
| ------------------ | -------------------------- | ------------------ |
| Num                | Coureuse                   | Pos                |
| 121                | Hanneke de Goeje (NED)     | AB-5               |
| 122                | Roos Hoogeboom (NED)       | 64e                |
| 123                | Marlies van der Lugt (NED) | 26e                |
| 124                | Amber van der Hulst (NED)  | AB-2               |
| 125                | Demi Vollering (NED)       | 24e                |
| 126                | Nicole Steigenga (NED)     | 57e                |

| Mat Atom Deweloper MAW | Mat Atom Deweloper MAW | Mat Atom Deweloper MAW |
| ---------------------- | ---------------------- | ---------------------- |
| Num                    | Coureuse               | Pos                    |
| 131                    | Łucja Pietrzak (POL)   | AB-2                   |
| 132                    | Marta Lach (POL)       | 49e                    |
| 133                    | Katarzyna Wilkos (POL) | 22e                    |
| 134                    | Monika Brzeźna (POL)   | 41e                    |
| 135                    | Aurela Nerlo (POL)     | 37e                    |
| 136                    | Karolina Sowa (POL)    | NP-5                   |

| Remax ___ | Remax ___                      | Remax ___ |
| --------- | ------------------------------ | --------- |
| Num       | Coureuse                       | Pos       |
| 141       | Jutta Stienen (SUI)            | NP-6      |
| 142       | Michelle Andres (SUI)          | 75e       |
| 143       | Martina Weiss (SUI)            | AB-5      |
| 144       | Vera Adrian (NAM)              | 69e       |
| 145       | Carolin Dietmann-Pfister (AUT) | 50e       |
| 146       | Fabienne Buri (SUI)            | 79e       |

| Maxx-solar Lindig ___ | Maxx-solar Lindig ___ | Maxx-solar Lindig ___ |
| --------------------- | --------------------- | --------------------- |
| Num                   | Coureuse              | Pos                   |
| 151                   | Annina Jenal (AUT)    | 77e                   |
| 152                   | Anna Knauer (GER)     | AB-2                  |
| 153                   | Eva Luca (GER)        | 66e                   |
| 154                   | Carolin Schiff (GER)  | 42e                   |
| 155                   | Gudrun Stock (GER)    | 76e                   |
| 156                   | Beate Zanner (GER)    | 21e                   |

| Movistar Team MOV | Movistar Team MOV         | Movistar Team MOV |
| ----------------- | ------------------------- | ----------------- |
| Num               | Coureuse                  | Pos               |
| 162               | Alicia González (ESP)     | 20e               |
| 163               | Małgorzata Jasińska (POL) | 8e                |
| 164               | Rachel Neylan (AUS)       | AB-3              |
| 165               | Gloria Rodríguez (ESP)    | 56e               |
| 166               | Alba Teruel (ESP)         | 46e               |

| FDJ-Nouvelle Aquitaine-Futuroscope FDJ | FDJ-Nouvelle Aquitaine-Futuroscope FDJ | FDJ-Nouvelle Aquitaine-Futuroscope FDJ |
| -------------------------------------- | -------------------------------------- | -------------------------------------- |
| Num                                    | Coureuse                               | Pos                                    |
| 171                                    | Roxane Fournier (FRA)                  | 31e                                    |
| 172                                    | Victorie Guilman (FRA)                 | 36e                                    |
| 173                                    | Maëlle Grossetête (FRA)                | 48e                                    |
| 174                                    | Évita Muzic (FRA)                      | 18e                                    |
| 175                                    | Greta Richioud (FRA)                   | 15e                                    |
| 176                                    | Rozanne Slik (NED)                     | 13e                                    |

| Wiggle High5 WHT | Wiggle High5 WHT                       | Wiggle High5 WHT |
| ---------------- | -------------------------------------- | ---------------- |
| Num              | Coureuse                               | Pos              |
| 1                | Lisa Brennauer (GER)                   | 1re              |
| 2                | Grace Brown (AUS)                      | NP-3             |
| 3                | Julie Leth (DEN)                       | 51e              |
| 4                | Macey Stewart (AUS)                    | 63e              |
| 5                | Emilia Fahlin (SWE)                    | 34e              |
| 6                | Martina Ritter (AUT) (route et chrono) | 14e              |

| Sunweb SUN | Sunweb SUN               | Sunweb SUN |
| ---------- | ------------------------ | ---------- |
| Num        | Coureuse                 | Pos        |
| 11         | Lucinda Brand (NED)      | 3e         |
| 12         | Liane Lippert (GER)      | 6e         |
| 13         | Floortje Mackaij (NED)   | 9e         |
| 14         | Coryn Rivera (USA)       | 4e         |
| 15         | Pernille Mathiesen (DEN) | 54e        |
| 16         | Ellen van Dijk (NED)     | 2e         |

| Canyon-SRAM Racing CSR          | Canyon-SRAM Racing CSR       | Canyon-SRAM Racing CSR |
| ------------------------------- | ---------------------------- | ---------------------- |
| Num                             | Coureuse                     | Pos                    |
| 21                              | Alice Barnes (GBR)           | 27e                    |
| 22                              | Elena Cecchini (ITA)         | 5e                     |
| 23                              | Tiffany Cromwell (AUS)       | 53e                    |
| 24                              | Christa Riffel (GER)         | 45e                    |
| 25                              | Trixi Worrack (GER) (chrono) | 28e                    |
| 26                              | Tanja Erath (GER)            | NP-5                   |
| Directeur sportif : Ronny Lauke |                              |                        |

| BTC City Ljubljana BTC | BTC City Ljubljana BTC         | BTC City Ljubljana BTC |
| ---------------------- | ------------------------------ | ---------------------- |
| Num                    | Coureuse                       | Pos                    |
| 31                     | Eugenia Bujak (SLO)            | 7e                     |
| 32                     | Polona Batagelj (SLO) (route)  | 35e                    |
| 33                     | Mia Radotić (CRO) (route)      | AB-6                   |
| 34                     | Maaike Boogaard (NED)          | 71e                    |
| 35                     | Olena Pavlukhina (AZE) (route) | 29e                    |
| 36                     | Corinna Lechner (GER)          | 68e                    |

| Trek-Drops DRP | Trek-Drops DRP           | Trek-Drops DRP |
| -------------- | ------------------------ | -------------- |
| Num            | Coureuse                 | Pos            |
| 41             | Tayler Wiles (USA)       | 10e            |
| 42             | Eva Buurman (NED)        | 11e            |
| 43             | Anna Christian (GBR)     | 38e            |
| 44             | Kathrin Hammes (GER)     | 12e            |
| 45             | Abby-Mae Parkinson (GBR) | 30e            |
| 46             | Hannah Payton (GBR)      | 58e            |

| WNT-Rotor Pro Cycling WNT | WNT-Rotor Pro Cycling WNT     | WNT-Rotor Pro Cycling WNT |
| ------------------------- | ----------------------------- | ------------------------- |
| Num                       | Coureuse                      | Pos                       |
| 51                        | Natalie Grinczer (GBR)        | 17e                       |
| 52                        | Winanda Spoor (NED)           | 72e                       |
| 53                        | Lea Lin Teutenberg (GER)      | 44e                       |
| 54                        | Gabrielle Pilote Fortin (CAN) | 40e                       |
| 55                        | Hayley Simmonds (GBR)         | 32e                       |
| 56                        | Aafke Soet (NED)              | AB-1                      |

| Allemagne GER | Allemagne GER       | Allemagne GER |
| ------------- | ------------------- | ------------- |
| Num           | Coureuse            | Pos           |
| 61            | Michaela Ebert      | 61e           |
| 62            | Jacqueline Dietrich | 23e           |
| 63            | Romy Kasper         | 43e           |
| 64            | Charlotte Becker    | 19e           |
| 65            | Tatjana Paller      | NP-6          |
| 66            | Hannah Ludwig       | 16e           |

| Kazakhstan KAZ | Kazakhstan KAZ        | Kazakhstan KAZ |
| -------------- | --------------------- | -------------- |
| Num            | Coureuse              | Pos            |
| 71             | Natalya Saifutdinova  | 65e            |
| 72             | Amiliya Iskakova      | 67e            |
| 73             | Makhabbat Umutzhanova | 78e            |
| 74             | Faina Potapova        | 80e            |

| Norvège NOR | Norvège NOR            | Norvège NOR |
| ----------- | ---------------------- | ----------- |
| Num         | Coureuse               | Pos         |
| 81          | Stine Borgli           | 25e         |
| 82          | Ingrid Moe             | 39e         |
| 83          | Caroline Thorvik Olsen | 52e         |
| 84          | Karina Birkenes        | AB-5        |
| 85          | Line Marie Gulliksen   | 62e         |
| 86          | Ingvild Gåskjenn       | NP-5        |

| Russie RUS | Russie RUS           | Russie RUS |
| ---------- | -------------------- | ---------- |
| Num        | Coureuse             | Pos        |
| 101        | Polina Kirillova     | AB-5       |
| 102        | Margarita Syrodoeva  | 55e        |
| 103        | Irina Ivanova        | 59e        |
| 104        | Galina Tchernychova  | 47e        |
| 105        | Marina Lihanova      | 60e        |
| 106        | Viktoria Vinogradova | AB-4       |

| NWVG ___ | NWVG ___                        | NWVG ___ |
| -------- | ------------------------------- | -------- |
| Num      | Coureuse                        | Pos      |
| 111      | Anne Marijn van der Graaf (NED) | 81e      |
| 112      | Wendy Oosterwoud (NED)          | AB-6     |
| 113      | Loes Adegeest (NED)             | 74e      |
| 114      | Nynke Pellikaan (NED)           | AB-4     |
| 115      | Femke Markus (NED)              | 70e      |
| 116      | Paulien Koster (NED)            | 73e      |

| Swaboladies.nl ___ | Swaboladies.nl ___         | Swaboladies.nl ___ |
| ------------------ | -------------------------- | ------------------ |
| Num                | Coureuse                   | Pos                |
| 121                | Hanneke de Goeje (NED)     | AB-5               |
| 122                | Roos Hoogeboom (NED)       | 64e                |
| 123                | Marlies van der Lugt (NED) | 26e                |
| 124                | Amber van der Hulst (NED)  | AB-2               |
| 125                | Demi Vollering (NED)       | 24e                |
| 126                | Nicole Steigenga (NED)     | 57e                |

| Mat Atom Deweloper MAW | Mat Atom Deweloper MAW | Mat Atom Deweloper MAW |
| ---------------------- | ---------------------- | ---------------------- |
| Num                    | Coureuse               | Pos                    |
| 131                    | Łucja Pietrzak (POL)   | AB-2                   |
| 132                    | Marta Lach (POL)       | 49e                    |
| 133                    | Katarzyna Wilkos (POL) | 22e                    |
| 134                    | Monika Brzeźna (POL)   | 41e                    |
| 135                    | Aurela Nerlo (POL)     | 37e                    |
| 136                    | Karolina Sowa (POL)    | NP-5                   |

| Remax ___ | Remax ___                      | Remax ___ |
| --------- | ------------------------------ | --------- |
| Num       | Coureuse                       | Pos       |
| 141       | Jutta Stienen (SUI)            | NP-6      |
| 142       | Michelle Andres (SUI)          | 75e       |
| 143       | Martina Weiss (SUI)            | AB-5      |
| 144       | Vera Adrian (NAM)              | 69e       |
| 145       | Carolin Dietmann-Pfister (AUT) | 50e       |
| 146       | Fabienne Buri (SUI)            | 79e       |

| Maxx-solar Lindig ___ | Maxx-solar Lindig ___ | Maxx-solar Lindig ___ |
| --------------------- | --------------------- | --------------------- |
| Num                   | Coureuse              | Pos                   |
| 151                   | Annina Jenal (AUT)    | 77e                   |
| 152                   | Anna Knauer (GER)     | AB-2                  |
| 153                   | Eva Luca (GER)        | 66e                   |
| 154                   | Carolin Schiff (GER)  | 42e                   |
| 155                   | Gudrun Stock (GER)    | 76e                   |
| 156                   | Beate Zanner (GER)    | 21e                   |

| Movistar Team MOV | Movistar Team MOV         | Movistar Team MOV |
| ----------------- | ------------------------- | ----------------- |
| Num               | Coureuse                  | Pos               |
| 162               | Alicia González (ESP)     | 20e               |
| 163               | Małgorzata Jasińska (POL) | 8e                |
| 164               | Rachel Neylan (AUS)       | AB-3              |
| 165               | Gloria Rodríguez (ESP)    | 56e               |
| 166               | Alba Teruel (ESP)         | 46e               |

| FDJ-Nouvelle Aquitaine-Futuroscope FDJ | FDJ-Nouvelle Aquitaine-Futuroscope FDJ | FDJ-Nouvelle Aquitaine-Futuroscope FDJ |
| -------------------------------------- | -------------------------------------- | -------------------------------------- |
| Num                                    | Coureuse                               | Pos                                    |
| 171                                    | Roxane Fournier (FRA)                  | 31e                                    |
| 172                                    | Victorie Guilman (FRA)                 | 36e                                    |
| 173                                    | Maëlle Grossetête (FRA)                | 48e                                    |
| 174                                    | Évita Muzic (FRA)                      | 18e                                    |
| 175                                    | Greta Richioud (FRA)                   | 15e                                    |
| 176                                    | Rozanne Slik (NED)                     | 13e                                    |

## Organisation et règlement

### Comité d'organisation
Le comité d'organisation est dirigé par l'ancienne coureuse professionnelle Vera Hohlfeld. La direction de course est assurée par Franziska Große et Marie Ludwig.